# La Femme aux revolvers
Pour plus de détails, voir Fiche technique et Distribution.
La Femme aux revolvers (Montana Belle) est un film américain d'Allan Dwan sorti en 1952.

## Synopsis
Biographie romancée de Belle Starr.

## Fiche technique
- Titre : La Femme aux revolvers
- Titre original : Montana Belle
- Réalisation : Allan Dwan
- Production : Robert Peters et Howard Welsch
- Société de production : Fidelity-Vogue Pictures Inc.
- Distribution : RKO Radio Pictures
- Scénario : Horace McCoy et Norman S. Hall d'après une histoire de M. Coates Webster et Howard Welsch
- Musique : Nathan Scott
- Photographie : Jack A. Marta
- Montage : Arthur Roberts
- Décorateur de plateau : John McCarthy Jr.	et George Milo
- Direction artistique : Frank Arrigo
- Costumes : Adele Palmer
- Pays d'origine : États-Unis
- Format : Couleur (Trucolor) - Son : Mono (RCA Sound System)
- Genre : Western
- Durée : 82 minutes
- Date de sortie :
  - États-Unis : 7 novembre 1952 (New York)

## Distribution
- Jane Russell : Belle Starr
- George Brent : Tom Bradfield
- Scott Brady : Bob Dalton
- Forrest Tucker : Mac
- Andy Devine : Pete Bivins
- Jack Lambert : Ringo
- John Litel : Matt Towner
- Ray Teal : Emmett Dalton
- Rory Mallinson : Grat Dalton
- Holly Bane : Ben Dalton
- Roy Barcroft : Jim Clark
- Ned Davenport : Bank clerk
- Dick Elliott : Jeptha Rideout
- Gene Roth : Marshal Ripple
- Stanley Andrews: Marshal Combs